# Pycreus intactus
Pycreus intactus är en halvgräsart som först beskrevs av Vahl, och fick sitt nu gällande namn av Jean Raynal. Pycreus intactus ingår i släktet Pycreus och familjen halvgräs. Inga underarter finns listade i Catalogue of Life.